# 林育英
林育英（1897年2月25日—1942年3月6日），字祚培，化名林仲丹、张植三、张至善、张新甫、张志山、张春山、林春山、李春生、张开照、陈子贞、李福生、李复生、林武、张浩等，男，湖北黄冈人，中国共产党早期领导人之一，与其堂弟林育南和林彪（林育蓉）并称为“林氏三兄弟”。

## 生平

### 早年生涯
林育英是湖北省黃州府黄冈县回龙镇林家大塆人。早年入私塾读书，受恽代英和林育南的影响，参加新文化运动。1919年，他与林育南、林乐浦在白羊山八头湾庙创办宣传新思想的浚新小学和通俗讲演社:39。1920年春末，到上海隆化公司染厂做工。同年秋，因长子林从泽病重回家:202-203。
1921年2月14日，林育英与恽代英、卢斌、林乐浦商量，恢复浚新小学和创办毛巾厂事宜。在恽代英、林育南等创办的利群书社支持下，与林乐浦在武昌太平试馆（后迁武昌大堤口）开办利群毛巾厂，林育英出任负责人:225。7月16日至21日，与恽代英、林育南、李求实等24人在浚新小学召开互助社及社外朋友的代表大会。会议决定成立共产主义小组性质的“共存社”，并被推举为工厂的工作委员:40-41。会后林育英与林乐浦等人，应易礼容邀请前往湖南帮助创办长沙望麓园织布厂。1922年2月，在武昌经林育南、恽代英介绍加入中国共产党:202-204。化名李福生，到大冶黄石港、石灰窑、袁家湖地区开拓工运，在产业工人中发展共产党员，建立了中共大冶工矿区特别支部，他担任书记。7月22日，参与指导汉阳钢铁厂大罢工，使罢工迅速取胜:226。同年秋，利群毛巾厂因资金少开销大而倒闭，到武昌模范工厂做工:69。9月，他发起组织武汉染织工会:205。

### 第一次国共合作时期
1923年春，林育英前往湖南，在长沙望麓园织布厂做技师和党支部书记:74-75。5月28日，率领长沙人力车工人反对业主私擅加租而举行罢工，至6月5日取得罢工胜利。6月1日，林育英率领人力车工人参加长沙市民示威游行，抗议日本兵舰水兵制造长沙六一惨案。同年秋，任安源路矿工人消费合作社营业主任和党支部书记，并参加中共安源地委工作。1924年5月1日，出席安源路矿工人俱乐部大厦落成典礼，并担任总指挥:226。8月至9月，乘苏联货轮离沪抵海参崴到苏联学习，于10月底到达莫斯科。11月7日，在莫斯科参加十月革命7周年庆祝游行，之后到东方共产主义劳动大学学习:204。
1925年5月，奉调回国，化名林春山，在中共上海地委工作。8月28日，参加中共上海区执行委员会会议，负责训练班工作，训练各级党团组织和工会的负责人。同年参加上海总工会党团，并任中共上海地委杨树浦部委书记。化名林春山，在杨树浦从事工人运动。12月6日，参加上海总工会等团体发起的在青云路召开的“倒段反奉”市民万人大会:227，声援首都革命，率领群众游行时与包围会场的反动军警发生冲突，身受重伤:205，被刺伤头部，由于未能及时治疗，落下偏头痛的病根。1926年1月，林育英回黄冈县染铺湾养伤。2月26日，奉调先后任中共上海区委杨树浦部委和曹家渡部委书记。4月，担任中共上海区委委员。

### 第一次国共内战时期
1927年1月，林育英经中共地下党调动，抵达汉口，任武汉国民政府军事委员会的副官兼特务队队长，七一五事变中，他开办了木器店，作为中共秘密联络处:228。1927年9月，他接受中共湖北省委的命令，与王觉新、施炳乾组成中共鄂东特委（施炳乾担任书记），领导大冶县、阳新县、鄂城县的秋收暴动，但暴动失败。1927年秋，林育英任中共硚口区委书记。10月，任中共武昌市委工委书记。11月10日，参加中共湖北省委召开的武汉区、市、县委书记会议。12月14日，参加扩大会议，被选为大会主席团成员:228。
1928年1月，他与欧阳梅生、蒋宗文等人组成中共汉阳区委常委会，任区委书记。2月，到上海。4月，前往湖南长沙，准备恢复在马日事变后被破坏的中共湖南省委。5月1日，在安源与滕代远重组中共湖南省委:47。5月20日，出席湘潭的中共湖南省委会议，担任中共湖南省委常委、职委书记。5月21日，与中央代表贺昌等回到安源，召集湘东特委会议，决定派杜修经再到井冈山。7月2日，三人决定滕代远任中共湘鄂赣特委书记，到平江巡视并转达省委指示，开始组织平江起义:229。9月5日，省委秘书李运均被捕叛变，党组织遭到极大摧残，幸存的省委成员无法在湖南立足，分别转移上海。林育英因躲避追查，躲到安徽慈云寺:229，出家为僧，法号明持，在安源从事地下工作。同年底，在慈云寺方丈的掩护下离开安源化缘千里到达上海:206。
1929年1月，中共中央政治局调任他到中共上海沪西区委，担任书记:229。4月8日，主持区委会议。1929年5月19日，沪西兴隆园老虎灶工人张学良被英兵杀害。林育英领导群众进行抗议斗争，5月24日，他组织张案后援会，印发宣言和传单，提出“严惩凶手、抚恤死者家属、撤退英国驻兵、撤消领事裁判权”等要求。5月下旬，林育英率众在上海邮务局大楼前举行追悼大会，会后抬棺游行:230。英国被迫作出让步，向死者家属道歉，赔款2万元:230。之后，上海群众为纪念五卅运动四周年，进行罢工罢课。5月27日，沪中区各职工工会发起组织纪念五卅筹备会，决定组织纠察队、宣传队等事项。5月30日，他率领筹备会数千名群众在南京路举行示威集会，并冲击《民国日报》馆。期间与巡捕房发生冲突，林育英被捕入狱；后经中共地下党营救出狱。11月19日，林育英参加中华全国总工会党团第一次会议，会议决定林育英去海总，以特派员名义兼指导香港工代会。1930年3月20日，参加全总召开的全国特派员会议。同月29日，与向全总工委会议报告海员工作情况。
1930年3月底，林育英化名林仲丹，赶赴东北，出任全总驻满洲代表，到哈尔滨指导工作:230。4月2日，林育英参加中共满洲省委会议，组建新省委，任中共满洲省委常委、职工运动委员会书记。4月12日，由于辽宁反帝大同盟的党团书记杜兰亭叛变，省委遭到日军破坏。5月7日，根据中共中央指示，在沈阳与杨一辰等组建中共满洲临时省委。6月，正式成立中共满洲省委，任省委书记兼职运部长。8月6日，按照李立三的决定，省委改为中共满洲总行动委员会，林育英并任总行委书记:231。8月底，陈潭秋到沈阳，改组并扩大省总行委；林育英任职委书记兼全满铁总主任。9月16日，林育英到上海向全总满洲委员会作报告。9月，与陈潭秋参加中共六届三中全会，被补选为中央候补委员。
同年10月，林育英在上海参加全总常委扩大会议。10月，他与陈潭秋抵达东北，并向满洲省总行委传达中共六届三中全会决议，撤销总行委，恢复中共满洲省委，林育英仍为省委常委兼职委书记。11月5日，满洲铁总办事处成立，林育英兼任书记。11月9日，他化名陈子真，到抚顺布置工作。11月10日晚，林仲丹参加了在万达屋华工街刘荣芝家召开的中共抚顺县委扩大会议，中共抚顺县委书记张干民主持会议；参加会议的范青向日本警察署告密。11日下午，他乘火车回沈阳，途经深井子车站时，被日本警察署特务逮捕，关入日军抚顺警察署监狱:231:207。当晚，杨一辰到张干民居住地谈工作，也被日本警察署特务逮捕。次日晨，日军在古城子等地进行大抓捕，抚顺共有25人被捕、当地中共地下网络遭到破坏。同年12月25日，林育英、张干民等人，被引渡到抚顺县公安局；他化名张春山，被判5年徒刑。

### 抗日战争时期
九一八事变后，1932年1月，林育英被营救出狱释放，但由于在关押期间遭到日军毒打，健康受到损害。出狱后次月，林育英到上海担任全总常委兼海总书记。1933年初，由于中共中央无法在上海立足，林育英由上海乘船经欧洲抵达苏联莫斯科，化名李复生，担任全总驻赤色职工国际代表、中共中央驻共产国际代表团成员:232。1935年6月至7月，林参与了《八一宣言》的起草和定稿工作。1935年7月，林育英出席了共产国际第七次代表大会，会后他被派回国向中共中央传达会议指示:208。
自1933年中共中央同共产国际的电讯联络是通过中共上海中央局。1934年10月，上海局遭到破坏后，中共中央同共产国际的电讯联络便完全中断。1935年2月底，中共中央决定派陈云、潘汉年等作为中央代表携带电码到上海恢复白区工作，建立中央与上海地下党及共产国际间的电讯联系，但陈云到达上海后，电码未能转交到党组织手里、且不慎失落。之后陈云虽然又上海党组织取得联系，经海参崴到莫斯科，但未能解决中共中央同共产国际的联络问题，双方的电讯联络仍未接通。为了恢复联系，共产国际决定由中共代表团派人回国:233。
考虑到路途太远，派回国的人员需要立场坚定、有足够应敌经验，并且在党内有一定声望，经由陈云、陈潭秋举荐，中共代表团决定派林育英回国。林育英化名张浩，乔装为皮货商人，经蒙古入境:233（当时从苏联出发只有三条路，新疆过于遥远，东北则为日军占领区，经由蒙古进入中国，虽然地方割据严重，却最为妥当）。同年11月，林育英抵达陕北陕甘宁边区定边。他提出要见中共中央领导，定边赤卫队怀疑其身份，将他捆绑送到当时中共中央所在地瓦窑堡。在李维汉、邓发、张闻天见到后才释放，林育英因此成功带回了共产国际新政策以及联络密码:233（但林育英携带的密码并不能使中共联系上共产国际，直到1936年6月，刘长胜携带密码回国后，双方通讯才得以恢复）。同年12月，林育英出席了瓦窑堡会议，代表共产国际支持毛泽东获得中共最高领导权。瓦窑堡召开政治局会议，确定了抗日民族统一战线的政策；并决定设立中共中央白区工作委员会，由周恩来任书记，林育英任副书记:234。
当时中国工农红军内部存在严重分裂矛盾，张国焘自持中国工农红军第四方面军力量优势明显，擅自率部南下抵达四川。林育英根据党中央的决定，以共产国际身份，出面做张国焘的工作。1936年1月16日，他以共产国际代表身份致电张国焘，要求其取消另行建立的中共中央，并给与张国焘台阶“兄处可即成立西南局，直属代表团”。在朱德、徐向前、陈昌浩的劝说下，张国焘在1月17日向林育英发电报称“一切服从共产国际的指示”，作出了谋求党内统一态度。林育英最后复电提议统一，称“过去毛儿盖的争论以及后来两个中央的对立，虽属不幸，但这是苏维埃运动发展过程中的难免现象。现在不宜争辩已往是非，应急谋和党内统一。我建议，双方中央都不可以中央名义命令对方，由我暂时担任双方的联络人。”张闻天随后致电张国焘，同意林育英建议；之后张国焘复电表示赞同，最终决定同毛泽东和解，率军北上:234。6月6日，张国焘取消其中央，改组为西南局。10月19日，林育英代表中共中央迎接了红二方面军和红四方面军，实现了中国工农红军三大主力的会师:208。

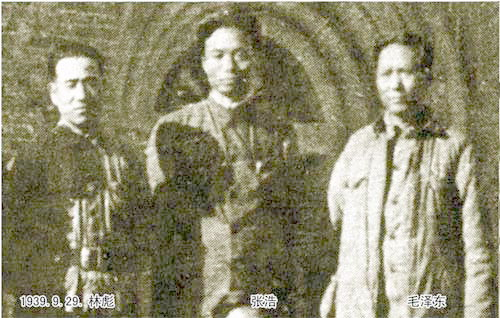
林彪、林育英、毛泽东

1937年2月24日，中共中央政治局常委会决定林育英任中共中央工农部部长。2月27日，中央获悉西路军危急，遂以红四军、红二十八军、红三十一军、红三十二军并骑兵一个团组成中国工农红军援西军。由于林育英在中共和红军中的威望，利于继续做原红四方面军部属的团结教育工作，中共中央决定林育英出任援西军政治委员:122，刘伯承为援西军司令员。4月初，开始在红四方面军的第四军和红十一军，系统展开清算张国焘。援救未果后8月20日，中央革命军事委员会命令，将援西军总部改编为八路军129师师部，林育英仍为政训处主任:234。8月22日至25日，出席洛川会议，会议决定成立中共中央军委，林育英为军委委员和华北军分会委员。9月4日，正式宣布改编后的干部名单，师长刘伯承、政训处主任林育英、副师长徐向前、参谋长倪志亮、政训处副主任宋任穷:209-210。
9月14日，在安吴堡出席师党代会，会议选举产生了中共一二九师第一届委员会，林育英任师党委书记，刘伯承任副书记。10月1日，中共中央决定恢复政治委员制度，任命林育英为129师政训处主任:234。11月14日，林育英主持师部在山西和顺县石拐镇召开党员干部大会，做了关于支持华北抗战的报告。会议决定部队迅速化整为零，实施战略展开，按划分的区域，分散到各地开展游击战争，建立以太行山为依托的敌后抗日根据地。11月15日，为适应开展游击战争的战略转变，林育英与刘伯承研究决定举办游击训练班。并经常给训练班讲课，为之后游击战争的开展和敌后根据地的建立作了组织准备:234。
1938年1月16日，林育英由于旧病复发，中共中央决定调他返回延安，负责工人运动，改派邓小平出任129师政训处主任:235。3月初，林育英到陕西泾阳县安吴堡青训班筹建职工大队；同月中旬，安吴堡青训班职工大队成立，任大队长。4月，在延安出席陕甘宁边区第一次工人代表大会。当选为陕甘宁边区总工会执行委员。7月，根据中共中央决定，将安吴堡职工大队部分学员迁往延安，在延安城内府衙门成立抗大职工大队（抗大二大队）:235-236。9月29日，出席中共扩大的六届六中全会，并于10月28日作《新的形势新的困难中的职工运动》的发言。10月初，负责筹建中共中央职工运动委员会:211。1938年春，一本叫作《中共黨的策略路線》的手冊在漢口流傳，據說是张浩于1937年2月在延安抗日軍政大學演講的紀錄。其中對於統一戰線的說法與中共官方說法非常不同：統一戰線的動機是中共的弱小與瀕臨失敗；以三民主義作掩護，繼續進行土地革命；把日本當作頭號敵人是不得以的，但是最終目標是推翻國民黨一黨專政。相关方针被总结为“七二一方針”。
1939年2月上旬，林育英领导中央职委工作人员筹办工人学校。3月初，工人学校在桥儿沟成立，出任校长:235-236。将抗大二大队600名学员陆续迁到桥儿沟，编为5个学员队。另成立农工生产委员会。4月24日，正式组建中共中央职工运动委员会，刘少奇、陈云、康生、林育英、高长久、朱宝庭、乐少华、刘达潮、孔原、李卓然十人组成。由康生（后为邓发）任主任，林育英任副主任，主持职委会工作。5月1日，中共中央职工运动委员会正式宣布成立。主任改称书记，下设研究室、编辑室和总务科。7月，林育英开始筹建华北联合大学:212。

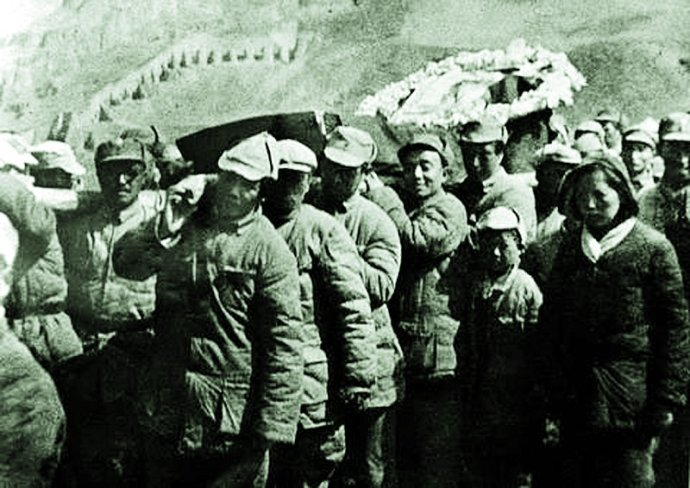
林育英葬礼上，毛泽东等人执绋抬棺

1940年1月，林育英筹办出版《中国工人》，并于2月7日创刊，林育英为负责人，陈希文为主编。4月30日，他在青年文化沟出席庆祝五一国际劳动节大会，在演说时因突发脑溢血入院，从此身体恶化:213。1942年3月6日凌晨1时45分，林育英逝世于延安。毛泽东、朱德、任弼时、徐特立、叶剑英、陈云等中共领导亲往吊唁:202。3月9日，在延安中央党校门前广场举行万人公祭，由中共中央书记处书记任弼时主祭，李克农宣读祭文:214。死后遵遗嘱，葬于延安杨家岭青年文化沟桃花岭，毛泽东亲自为其守灵并抬棺至墓地:237。

## 评价与纪念
林育英去世后，《新华日报》发布社论悼念，称其一生是“革命的战斗的一生”，“表现了对工人阶级和革命事业的忠诚，表现了对法西斯强盗不两立的仇恨和消灭侵略者的决心”，“是二十年如一日的忠于革命事业的精神”。3月9日的公祭上，毛泽东撰写挽联：“忠心为国，虽死犹荣。”公祭结束后，遗体下葬，毛泽东是抬棺人之首，也是史书中毛泽东唯一一次为他人抬棺:237。
作为毛泽东的政敌张国焘，称与林育英“共过患难”，包括林育英早年即与张国焘一同从事工人运动。1936年，红军内部矛盾最激烈的时候，林育英的电报代表共产国际承认长征意义，是“山穷水盡疑无路，柳暗花明又一村”。而林育英复电提议中共的统一，“他（林育英）热诚的希望双方就这个问题表现出独立解决的能力”。
林育英经历过数次党内斗争，在处理事件中能够做到坚持政策与保护干部。1937年3月，中共中央在延安举行揭发与批斗张国焘分裂中共中央与中国工农红军的决定。林育英利用整训等方法引导红四方面军将士认清政策，又能做到将张国焘与红四方面军的将士区别，同时不将张国焘事件抹黑红四方面军的战绩。很多年后，其实事求是的态度，仍被郭述申、萧克等原红四方面军将领所纪念追思。

## 家庭

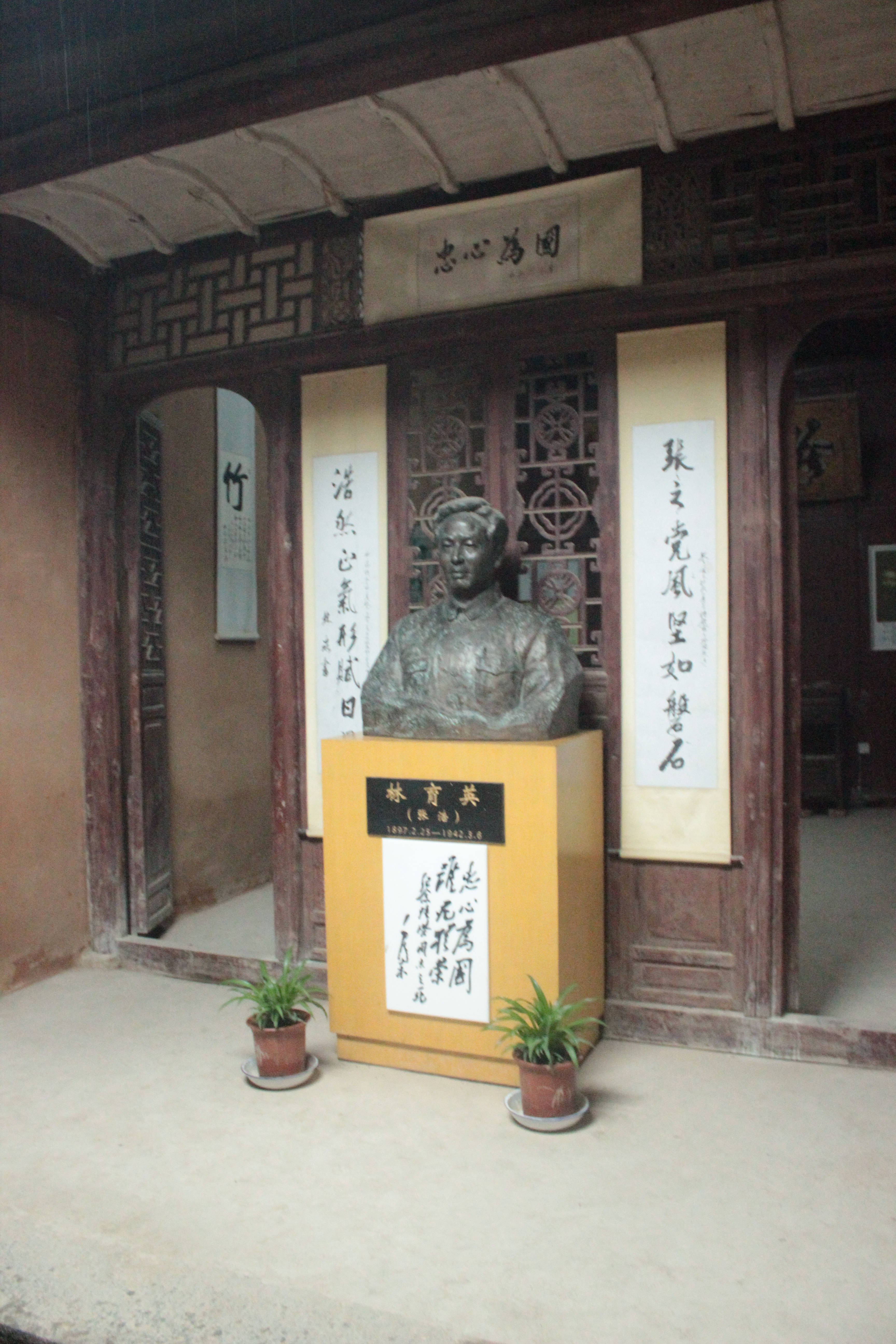
林家大湾林育英故居及雕塑

林育英家族居住于林家大湾，其家族经营染布行业。经林新超（林彪之父）的工场领纱，由林协甫（林育英之父）染色，后交给汉口黄坡街的林协兴色布行出售，色布行由林新钟（林育南之父）经营。林育英在林氏家族排名第八，在中共党史上，他与其堂弟林育南、林彪被并称为“林氏三兄弟”:2-4；三人为黄冈白羊山林氏家族第八代。1916年，林育英娶妻涂俊明。涂俊明长期在上海从事妇女工作与地下交通，曾掩护过瞿秋白、刘少奇等人。1932年曾被捕入狱，后经中共地下党营救，1938年到延安，后长年从事幼儿保育工作。1988年1月29日，在北京去世。
林育英与涂俊明共有五位子女：
- 长子林肖硖（1917年5月19日-2013年9月18日）[60]，1932年加入中国共产党。1953年后，任中共哈尔滨市市委副书记[62]。
- 次子林汉南（1926年-1947年），在武汉出生，1938年到延安[60]。1947年，在黑龙江林口县剿匪中阵亡[10]。
- 三子林汉雄（1929年10月25日-），在上海出生[63]，1938年到延安[60]。文化大革命期间，卷入4821苏修特务案。1988年，出任中华人民共和国建设部部长。
- 长女早夭[60]
- 次女林莉（1931年2月9日-），出生于辽宁奉天（沈阳）。1932年，在上海跟母亲一同被关押在上海龙华监狱。1938年到延安[60]。

## 延伸阅读
- 《林氏三兄弟：林育英、林育南、林彪》江幸福，湖北人民出版社，2004年3月，ISBN 7-216-03913-0。